# Nights From The Alhambra
Nights From The Alhambra en un doble álbum en vivo y un concierto en DVD de la cantante e instrumentalista canadiense Loreena McKennitt.
El concierto fue grabado en septiembre de 2006 en el Palacio de Carlos V, en la Alhambra, Granada, España y lanzado comercialmente en DVD y como un doble álbum en septiembre de 2007.

## Lista de temas
- CD 1
  - 1.- The Mystic's Dream
  - 2.- She Moved Through The Fair
  - 3.- Stolen Child
  - 4.- The Mummers' Dance
  - 5.- Penelope's Song
  - 6.- Marco Polo
  - 7.- The Bonny Swans
  - 8.- Dante's Prayer
  - 9.- Caravanserai

- CD 2
  - 1.- Bonny Portmore
  - 2.- Santiago
  - 3.- Raglan Road
  - 4.- All Souls Night
  - 5.- The Lady Of Shalott
  - 6.- The Old Ways
  - 7.- Never-Ending Road (Amhrán Duit)
  - 8.- Huron 'Beltane' Fire Dance (Encore)
  - 9.- Cymbeline (Encore)

- En el DVD el orden de los temas es el mismo pero de corrido, además de contener pequeñas introducciones de McKennitt respectos a los temas, las cuales fueron omitidas de los CD.